# غويلرمو أوكامبو
غويلرمو أوكامبو (بالإسبانية: Guillermo Ocampo)‏ هو لاعب كرة قدم أرجنتيني في مركز الوسط، ولد في 19 مايو 1994 في إيسيدرو كاسانوفا في الأرجنتين. لعب مع نادي ألميرانته براون.

## وصلات خارجية
- غويلرمو أوكامبو على موقع قاعدة بيانات كرة القدم.إي يو (الإنجليزية)
- غويلرمو أوكامبو على موقع Soccerway.com (الإنجليزية)